# Heringen (thüringisch-hessisches Adelsgeschlecht)

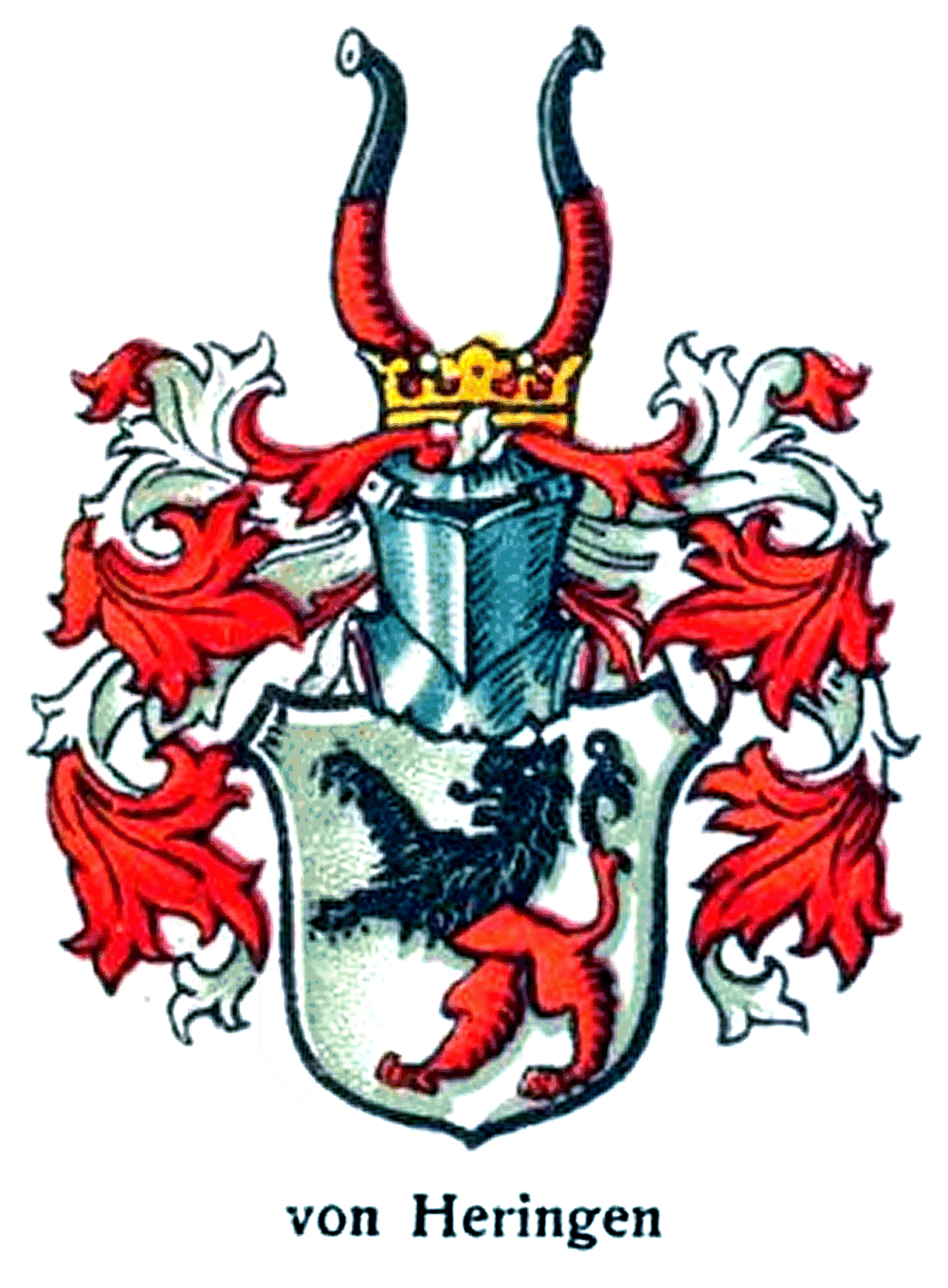
Wappen derer von Heringen

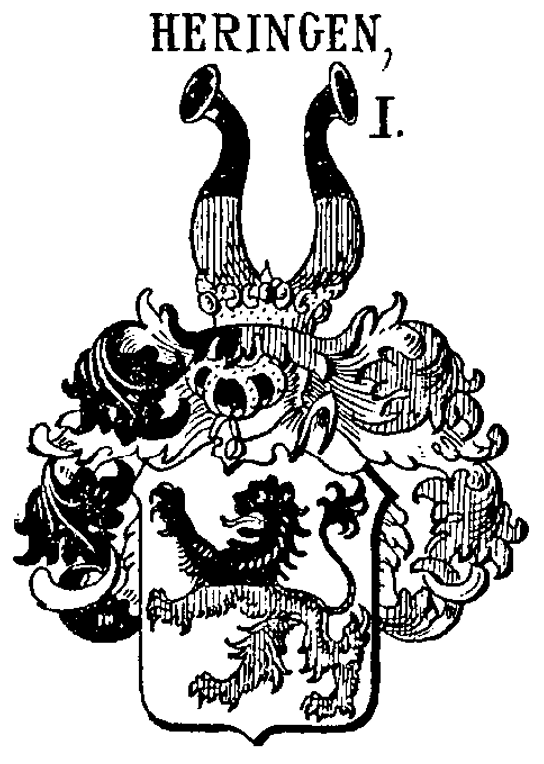
Wappen derer von Heringen in Siebmachers Wappenbuch

Heringen (auch Heeringen, Heering, Hering o. ä.) ist der Name eines thüringisch-hessischen Uradelsgeschlechts.
Die Familie ist von dem mansfeldisch-querfurtischen Adelsgeschlecht Heringen, dem hennebergisch-thüringischen Adelsgeschlecht Heringen, dem westfälischen Adelsgeschlecht Heringen und den westfälischen Hering zu unterscheiden.

## Geschichte
Stammsitz des Geschlechts war Heringen (Werra). Zu den Besitzungen zählen neben Heringen (Werra) (bis 1432) auch Bovenden und Seeburg (beide urkundlich 1795), Brandenburg, Breitungen (1699), Großmehlra (bis 1853), Keula, Ottenhausen (ab 1687), Uftrungen (1798) und Wehrda (1773).
Heinrich von Heringen wurde bereits 1170 mit dem Ort Heringen (Werra) belehnt. 1432 verkaufte Margarethe von Heringen das Gericht Heringen an die Landgrafen von Hessen. 1433 war Hartmann von Heringen in der Pflege Straussberg ansässig. Knappe Kunemund von Heringen († 1482) erscheint ab 1454 und wurde 1468 mit vier Hufen zu Großmehlra von Schwarzburg belehnt. Nach seinem Tod wurde er in Erfurt begraben. Hartwig und Günther von Hering erscheinen 1471 unter den Schwarzburgischen Vasallen. 1513 wurden Kunemund, Kersten und Hartwig von Heringen mit Großmehlra belehnt. 1520 war ein Kunemund von Heringen mit Agnes von Selmnitz verheiratet. 1545 saß ein Günther von Heringen im Amt Keula und Günther Albrecht von Heringen 1598 in der Pflege Straussberg.
Im 18. Jahrhundert war die Familie im Herzogtum Sachsen-Gotha-Altenburg bedienstet. Anton Rudolph von Heringen war fürstlich-gotha-altenburgischer Wirklicher Geheimrat und Amtshauptmann zu Leuchtenburg und Orlamünde. Karl Gottlob von Heringen war Jagdpage. 1791 war Adolph von Heringen königlich-preußischer Regierungsassessor. Gustav Adolph von Heringen († 1795) war gräflich-stolbergischer Stallmeister und hinterließ aus der Ehe mit seiner Verwandten, Ernestine von Heringen, drei Töchter und zwei Söhne. 1857 waren die Brüder Ernst und Friedrich von Heringen, königlich-preußische Rittmeister, Gutsbesitzer in Uftrungen, am kurhessischen Hof. In den 1860er Jahren war Josias von Heeringen (1809–1885) kurhessischer Kammerherr und Hofmarschall.

## Persönlichkeiten
- Georg Albrecht von Heringen (1649–1710), kurhannoverscher Generalmajor der Infanterie, Erbherr auf Großmehlra und Bovenden bei Göttingen
- Christian Wilhelm von Heringen (1678–1705), Orientreisender
- Hans Heinrich von Heringen (1697–1773), Jurist und kurfürstlich-sächsischer Kammerherr
- Gustav Adolf von Heeringen (1800–1851), Erzähler und Reiseschriftsteller
- Josias von Heeringen (1850–1926), preußischer Generaloberst
- August von Heeringen (1855–1927), deutscher Admiral und Chef des Admiralstabs
- Kurt von Heeringen (1878–1937), deutscher Freimaurer
- Edgar von Heeringen (1941–2019), deutscher Regisseur

## Wappen
Blasonierung: In Silber ein von Schwarz und Rot geteilter Löwe. Auf dem gekrönten Helm mit rechts schwarz-silbernen und links rot-silbernen (oder beidseitig rot-silbernen) Helmdecken zwei von Schwarz und Rot geteilte Büffelhörner.